# Izland az 1960. évi nyári olimpiai játékokon
Izland az olaszországi Rómában megrendezett 1960. évi nyári olimpiai játékok egyik részt vevő nemzete volt. Az országot az olimpián 2 sportágban 9 sportoló képviselte, akik érmet nem szereztek.

## Atlétika
Férfi
| Versenyző           | Versenyszám | Előfutam | Előfutam | Negyeddöntő | Negyeddöntő | Elődöntő | Elődöntő | Döntő   | Döntő    |
| Versenyző           | Versenyszám | Idő      | Hely.    | Idő         | Hely.       | Idő      | Hely.    | Idő     | Helyezés |
| ------------------- | ----------- | -------- | -------- | ----------- | ----------- | -------- | -------- | ------- | -------- |
| Hilmar Þorbjörnsson | 100 m       | 10,9     | 4.       | kiesett     | kiesett     | kiesett  | kiesett  | kiesett | kiesett  |
| Svavar Markússon    | 800 m       | 1:52,7   | 5.       | kiesett     | kiesett     | kiesett  | kiesett  | kiesett | kiesett  |
| Svavar Markússon    | 1500 m      | 3:47,1   | 7.       |             |             |          |          | kiesett | kiesett  |
| Pétur Rögnvaldsson  | 110 m gát   | 15,2     | 6.       | kiesett     | kiesett     | kiesett  | kiesett  | kiesett | kiesett  |

| Versenyző            | Versenyszám | Selejtező | Selejtező | Döntő    | Döntő    |
| Versenyző            | Versenyszám | Eredmény  | Helyezés  | Eredmény | Helyezés |
| -------------------- | ----------- | --------- | --------- | -------- | -------- |
| Jón Pétursson        | Magasugrás  | 195 cm    | =22.      | kiesett  | kiesett  |
| Valbjörn Þorláksson  | Rúdugrás    | 420 cm    | =14.      | kiesett  | kiesett  |
| Vilhjálmur Einarsson | Távolugrás  | 676 cm    | 42.       | kiesett  | kiesett  |
| Vilhjálmur Einarsson | Hármasugrás | 15,74 m   | 8.        | 16,37 m  | 5.       |

| Versenyző     | Versenyszám | 100 m | 100 m | Távolugrás | Távolugrás | Súlylökés | Súlylökés | Magasugrás | Magasugrás | 400 m | 400 m | 110 m gát | 110 m gát | Diszkoszvetés | Diszkoszvetés | Rúdugrás | Rúdugrás | Gerelyhajítás | Gerelyhajítás | 1500 m | 1500 m | Végeredmény | Végeredmény |
| Versenyző     | Versenyszám | Idő   | Pont  | Eredmény   | Pont       | Eredmény  | Pont      | Eredmény   | Pont       | Idő   | Pont  | Idő       | Pont      | Eredmény      | Pont          | Eredmény | Pont     | Eredmény      | Pont          | Idő    | Pont   | Pont        | Helyezés    |
| ------------- | ----------- | ----- | ----- | ---------- | ---------- | --------- | --------- | ---------- | ---------- | ----- | ----- | --------- | --------- | ------------- | ------------- | -------- | -------- | ------------- | ------------- | ------ | ------ | ----------- | ----------- |
| Björgvin Hólm | Tízpróba    | 11,8  | 650   | 693 cm     | 764        | 13,58 m   | 728       | 175 cm     | 711        | 51,8  | 716   | 16,2      | 557       | 39,50 m       | 612           | 330 cm   | 438      | 57,45 m       | 676           | 4:40,6 | 409    | 6261        | 14.         |

## Úszás
Férfi
| Versenyző          | Versenyszám | Előfutam | Előfutam | Előfutam | Elődöntő | Elődöntő | Elődöntő | Döntő   | Döntő    |
| Versenyző          | Versenyszám | Idő      | Hely.    | Össz.    | Idő      | Hely.    | Össz.    | Idő     | Helyezés |
| ------------------ | ----------- | -------- | -------- | -------- | -------- | -------- | -------- | ------- | -------- |
| Gudmunður Gíslason | 100 m gyors | 1:00,8   | 6.       | 41.      | kiesett  | kiesett  | kiesett  | kiesett | kiesett  |

Női
| Versenyző              | Versenyszám | Előfutam | Előfutam | Előfutam | Elődöntő | Elődöntő | Elődöntő | Döntő   | Döntő    |
| Versenyző              | Versenyszám | Idő      | Hely.    | Össz.    | Idő      | Hely.    | Össz.    | Idő     | Helyezés |
| ---------------------- | ----------- | -------- | -------- | -------- | -------- | -------- | -------- | ------- | -------- |
| Ágústa Þorsteinsdóttir | 100 m gyors | 1:07,5   | 6.       | 22.*     | kiesett  | kiesett  | kiesett  | kiesett | kiesett  |

* - egy másik versenyzővel azonos időt ért el